# Enrique Piñeyro
Ne doit pas être confondu avec Enrique Piñeyro Queralt.
Pour les articles homonymes, voir Piñeyro.
Enrique Piñeyro, né à Gênes (Italie) en 1956, est un pilote de ligne et un acteur italien.

## Biographie
Après des études de médecine, Enrique Piñeyro devient médecin aéronautique. Sa passion pour l'aéronautique débouche sur une formation de pilote. Il entre comme pilote de ligne sur Boeing 737, à la compagnie argentine LAPA. Il devient par la suite commandant de bord.
Il alerte sa hiérarchie des nombreux problèmes techniques rencontrés sur les avions de la compagnie, des problèmes touchant à la sécurité des vols. Il prédit une catastrophe imminente si rien ne change. Il est poussé vers la démission, notamment en étant interdit de vol au motif qu'il serait dépressif.
Il finit, écœuré, par donner sa démission en 1999. Peu après, le Boeing 737 LV-WRZ de la compagnie LAPA se crashe au décollage du Vol LAPA 3142.
L'enquête révélera non seulement des problèmes techniques, mais aussi d'ordre de gestion du personnel navigant (équipage n'ayant pas eu de congés depuis plusieurs années, d'où des équipages volant dans un état de fatigue important, etc.). Ce crash sera fatal à la compagnie LAPA qui fermera.
Parallèlement à sa carrière de pilote de ligne, Enrique Piñeyro commence une carrière d'acteur de cinéma. Il devient par la suite réalisateur, notamment avec le long-métrage Whisky Romeo Zulu, qui raconte sa propre histoire au sein de la compagnie LAPA. Il y interprète son propre rôle.

## Filmographie

### Réalisateur
- 2004 : Whisky Romeo Zulu
- 2006 : Fuerza aérea sociedad anónima
- 2008 : Bye Bye Life
- 2010 : El rati horror show

### Acteur
- 1999 : Garage Olimpo de Marco Bechis - Tigre
- 2001 : En attendant le Messie de Daniel Burman - Santamaría
- 2001 : Figli/Hijos de Marco Bechis - Raul Ramos
- 2004 : Whisky Romeo Zulu - T
- 2005 : Nordeste de Juan Solanas - Federico
- 2006 : Golden Door d'Emanuele Crialese - Officier